# 班德拉縣
班德拉縣（英語：Bandera County）位美國德克薩斯州西南部的一個縣。面積2,066平方公里。根据美國2000年人口普查，共有人口17,645人。縣治班德拉。
成立於1856年1月26日，縣政府成立於3月10日。縣名來自班德拉山或班德拉山口（西班牙語「旗幟」的意思），一說是紀念一位名班德拉的西班牙將軍。

## 外部連結
- 官方网站
- Bandera County Chamber of Commerce （页面存档备份，存于）
- Bandera County Convention and Visitor Bureau （页面存档备份，存于）
- 線上版《Handbook of Texas》中的Bandera County, Texas
- Bandera County （页面存档备份，存于） 來自Texas Almanac
- Bandera County （页面存档备份，存于） 來自TXGenWeb Project
- Pioneer history of Bandera County: seventy-five years of intrepid history （页面存档备份，存于）, published 1922, hosted by 德克薩斯歷史主題 Archive.today的存檔，存档日期2012-12-05

29°44′N 99°14′W / 29.74°N 99.23°W